# Закір Хусейн
Закір Хусейн (урду ذاکِر حسین; гінді ज़ाकिर हुसै; 8 лютого 1897 — 3 травня 1969) — індійський державний діяч, перший мусульманин на посту президента Індії.

## Життєпис
Народився у пуштунській родині, яка невдовзі переїхала до Каймганджа. Закінчив Мусульманський англо-східний коледж (у подальшому Аліґархський мусульманський університет). Докторський ступінь з економіки здобув 1926 року у Берлінському університеті імені Фрідріха Вільгельма.
1927 року повернувся на батьківщину, де очолив ісламський університет Джамія Мілля Ісламія, керівництво якого було тісно пов'язано з боротьбою за свободу Індії від британського правління. У той період він став одним з найвідоміших мислителів і практиків в освітянському середовищі Індії. На запрошення Ґанді він також очолив Національний комітет базової освіти, створений 1937 року для розробки навчального плану для шкіл.
Від 1948 до 1956 року був віце-канцлером Алігархського мусульманського університету. У 1956—1958 роках працював у виконавчій раді з питань освіти, науки й культури ООН (ЮНЕСКО).
1956 року був обраний до складу Радж'я Сабха, наступного року був призначений губернатором штату Біхар. 1962 року отримав пост віце-президента Індії, а від 13 травня 1967 до 3 травня 1969 року обіймав посаду президентом країни. За часів свого президентства здійснив чотири державних візити — до Угорщини, Югославії, СРСР і Непалу.

## Родина
Його онук, Салман Хуршид, займав пост міністра закордонних справ Індії (2012—2014). Його племінниками були академік Масуд Хусейн і відомий телеведучий, директор пакистанського державного телебачення Анвар Хусейн.

## Пам'ять
Ім'я президента було присвоєно Інженерному коледжу його ж альма-матер.